# Acaena tenera
Acaena tenera är en rosväxtart som beskrevs av Alboff och Kurtz. Acaena tenera ingår i släktet taggpimpineller, och familjen rosväxter.

## Underarter
Arten delas in i följande underarter:
- A. t. epilis
- A. t. pilosella